# Округ Медисон (Северна Каролина)
Округ Медисон (енгл. Madison County) је округ у америчкој савезној држави Северна Каролина.

## Демографија
По попису из 2010. године број становника је 20.764, што је 1.129 (5,7%) становника више него 2000. године.
| Група             | 2000.          | 2010.          |
| Белци             | 19.004 (96,8%) | 19.734 (95,0%) |
| Афроамериканци    | 162 (0,8%)     | 240 (1,2%)     |
| Азијати           | 45 (0,2%)      | 70 (0,3%)      |
| Хиспаноамериканци | 266 (1,4%)     | 423 (2,0%)     |
| Укупно            | 19.635         | 20.764         |